# Michele Perla
Michele Perla fou un compositor italià de mitjan segle xviii.
Va ser professor de cant en diversos convents de la seva ciutat natal, i va compondre gran nombre de Misses, salms, Magnificat, Rèqueim's, Te Deum, Antífones, etc.
També deixà una òpera còmica; Gli amanti allà prova, i els oratoris La Manna nel Deserto i Il trionfo della fede.